# Cidral (San Sebastián)
Cidral es un barrio ubicado en el municipio de San Sebastián en el estado libre asociado de Puerto Rico. En el Censo de 2010 tenía una población de 415 habitantes y una densidad poblacional de 101,73 personas por km².

## Geografía
Cidral se encuentra ubicado en las coordenadas 18°19′19″N 66°57′17″O / 18.32194, -66.95472. Según la Oficina del Censo de los Estados Unidos, Cidral tiene una superficie total de 4.08 km², que corresponden a tierra firme.

## Demografía
Según el censo de 2010, había 415 personas residiendo en Cidral. La densidad de población era de 101,73 hab./km². De los 415 habitantes, Cidral estaba compuesto por el 86.75% blancos, el 5.54% eran afroamericanos, el 0.24% eran amerindios, el 6.27% eran de otras razas y el 1.2% pertenecían a dos o más razas. Del total de la población el 99.04% eran hispanos o latinos de cualquier raza.